# Kathryn Prescott

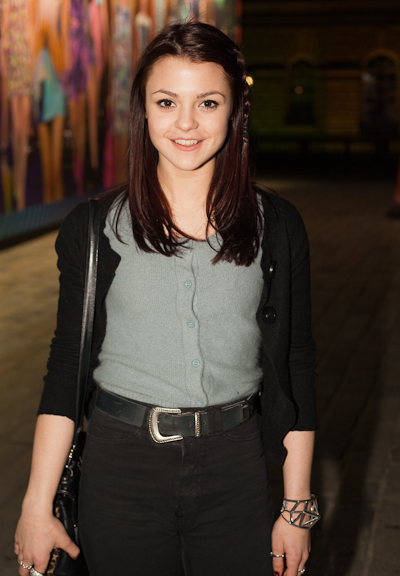
Kathryn Prescott (2010)

Kathryn Prescott (* 4. Juni 1991 in London) ist eine britische Schauspielerin, bekannt für ihre Rolle als Emily Fitch in der britischen Fernsehserie Skins – Hautnah.

## Karriere
Kathryn Prescott ist bekannt durch ihre Rolle in der 3. Staffel der britischen Serie Skins. Dort spielt sie Emily Fitch, einen ruhigen Teenager, der sich immer mehr als lesbisch outet. Ihre Zwillingsschwester Megan Prescott spielt dort ebenfalls ihre Zwillingsschwester, Katie Fitch. Die vierte Staffel wurde ab dem Frühjahr 2010 in England wieder im Fernsehen ausgestrahlt. Nach dieser haben die Zwillinge die Serie verlassen.
2008 standen die Zwillinge schon einmal zusammen vor der Kamera. In einer Episode der BBC-Seifenoper Doctors spielten sie die Schwestern Amy Wilcox (Kathryn) und Charlotte „Cookie“ Wilcox (Megan).
Sie spielte von 2014 bis 2015 in der MTV-Jugendserie Finding Carter die Hauptrolle.
Kathryn Prescott wurde in deutschen Synchronfassungen in den Filmen Dude und Polaroid von Pegah Ferydoni gesprochen.

## Privatleben
Kathryn Prescott wurde am 4. Juni 1991 in London, England geboren. Sie ist 6 Minuten älter als ihre Zwillingsschwester Megan.
Sie wohnt in Southgate, einem nordöstlichen Stadtteil von London. Dort ging sie auch zur Schule.
Bei den AfterEllen Hot 100 des Jahres 2010 belegte sie den 6. Platz.

## Filmografie (Auswahl)
- 2008: Doctors (Seifenoper, Episode 10x63)
- 2009–2010, 2013: Skins – Hautnah (Skins, Fernsehserie, 18 Episoden)
- 2011: Dr. Monroe (Monroe, Fernsehserie, Episode 1x04)
- 2012: Casualty (Fernsehserie, Episode 26x17)
- 2012: Bedlam (Fernsehserie, Episode 2x02)
- 2013: Being Human (Fernsehserie, Episode 5x05)
- 2014: Reign (Fernsehserie, 4 Episoden)
- 2014: The Hive
- 2014–2015: Finding Carter (Fernsehserie, 36 Episoden)
- 2017: To the Bone
- 2017: 24: Legacy (Fernsehserie, 6 Episoden)
- 2017–2019: The Son (Fernsehserie, 14 Episoden)
- 2018: Dude
- 2019: Polaroid
- 2019: Bailey – Ein Hund kehrt zurück (A Dog's Journey)
- 2019: Tell Me a Story (Fernsehserie, 4 Episoden)
- 2021: The Rookie (Fernsehserie, Episode 4x04)
- 2022–2023: New Amsterdam (Fernsehserie)